# Вилхелм Лудвиг фон Цвайбрюкен-Ландсберг
Вилхелм Лудвиг фон Цвайбрюкен-Ландсберг (на немски: Wilhelm Ludwig von der Pfalz-Zweibrücken; * 23 февруари 1648, Ландсберг; † 31 август 1675, Майзенхайм) от род Вителсбахи, е пфалцграф и наследствен принц на Цвайбрюкен-Ландсберг и Пфалц-Цвайбрюкен.

## Живот
Син е на пфалцграф и херцог Фридрих Лудвиг фон Цвайбрюкен-Ландсберг (1619 – 1681) и първата му съпруга пфалцграфиня Юлиана Магдалена (1621 – 1672), дъщеря на пфалцграф Йохан II фон Пфалц-Цвайбрюкен († 1635).
Вилхелм Лудвиг се жени на 14 ноември 1672 г. в Майзенхайм за пфалцграфиня Шарлота Фридерика (* 2 декември 1653; † 27 октомври 1712, Дьормоше), дъщеря на пфалцграф Фридрих фон Цвайбрюкен († 1661) и графиня Анна Юлиана фон Насау-Саарбрюкен († 1667).
Вилхелм Лудвиг умира преди баща си на 31 август 1675 г. в Майзенхайм на 27 години и е погребан в Майзенхайм. Той няма наследници.

## Деца
Вилхелм Лудвиг и Шарлота Фридерика имат децата:
- Карл Лудвиг (1673 – 1674)
- Вилхелм Христиан (1674 – 1674)
- Вилхелмина София (1675 – 1675)